# Zombie-Loan
Zombie-Loan (ゾンビローン, Zonbi Rōn) é uma série de mangá criada pelo grupo Peach-Pit. 

## Enredo
Michiru é uma estudante que sempre foi usada por suas amigas e descobre que possui olhos de shinigami: consegue olhar os anéis pretos ao redor do pescoço que indica se uma pessoa está pra morrer ou já está morta - e no caso, é um zumbi. Através de um incidente, ela conhece Chika e Shito, que trabalham para a agência Zombie-Loan, que combate zumbis ilegais.

## Mangá
A série já foi publicada originalmente na revista Monthly GFantasy entre novembro de 2002 e março de 2011. Todos os capítulos foram compilados e publicados em 13 tankobon entre 27 de maio de 2003 e 27 de abril de 2011 pela Square Enix.

## Anime
O anime possui treze episódios, onze deles exibidos na TV Asahi entre 3 de julho de 2007 e 11 de setembro de 2007, e outros dois lançados diretamente em vídeo.
Músicas
- Abertura: "OOKAMI no NODO" por The Birthday
- Encerramento: "Chain Ring" por Mucc